# Козлов Йосип Дмитрович
Йосип Дмитрович Козло́в (нар. 2 квітня 1912, с. Нехворощ — пом. 25 травня 1983, м. Дніпропетровськ) — радянський військовий льотчик часів німецько-радянської війни, Герой Радянського Союзу.

## Біографія
Народився 2 квітня 1912 року в селі Нехворощ (нині — Бердичівський район Житомирської області, Україна) в сім'ї лісника. Українець. До 1921 року навчався в школі, а впродовж 1925—1927 років — на Івницькому лісопильному заводі. Здобувши освіту, працював помічником машиніста на лісопильні в селі Буймер Іванківського району Житомирської округи, водієм у зоотехнікумі в селі Новому Заводі Мархлевського району.
Закінчив Київську військову школу зв'язку імені Михайла Калініна, де навчався з травня 1930 року; з листопада 1933 року до квітня 1936 року — командир взводу зв'язку 282 стрілецького полку 94 стрілецької дивізії. У 1936 році був курсантом 3-ї Військової школи льотчиків, а потім — аж до 1942 року — штурманом корабля загону ескадрильї 1-го транспортного бомбардувального авіаполку далекої дії, штурманом 31-го гвардійського авіаполку далекої дії, штурманом 1-ї Сталінградської авіадивізії. Член ВКП(б) з 1941 року. В боях німецько-радянської війни з червня 1941 року. До початку березня 1944 року здійснив 257 нічних бойових вильотів на бомбардування важливих об'єктів в тилу противника.
Впродовж 1945—1946 років — слухач КУНС головних штурманів військових округів і армій при академії командно-штурманського складу ВПС Радянської Армії. У 1946 році, за станом здоров'я, звільнений в запас. Працював штурманом Азербайджанського управління ГАФ, а з 1949 року і до 1955 року — штурманом Дніпропетровської авіагрупи ГАФ.
Помер в Дніпропетровську 25 травня 1983 року. Похований у Дніпропетровську на Сурсько-Литовському кладовищі.

## Нагороди, пам'ять

в Андрушівці.

- Герой Радянського Союзу (указ Президії Верховної Ради СРСР від 13 березня 1944 року; за зразкове виконання бойових завдань командування і проявлені при цьому мужність і героїзм; орден Леніна і медаль «Золота Зірка» № 3601)[2].
- ордени Червоного Прапора (9 серпня 1941), два орденами Червоної Зірки (18 серпня 1942; 6 листопада 1945), Олександра Невського (27 лютого 1944);
- медалі «За бойові заслуги» (3 листопада 1944), «Партизанові Вітчизняної війни» І ступеня, «За оборону Москви» (15 серпня 1944), «За оборону Ленінграда» (16 червня 1944), «За оборону Сталінграда» (20 серпня 1943), «За перемогу над Німесччиною» (9 травня 1945) «За взяття Берліна» (9 червня 1945)[3].

В місті Андрушівці, на Алеї Слави, встановлене погруддя Йосипа Козлова.